# Lady & Gentlemen
Lady & Gentlemen — двенадцатый студийный альбом американской певицы Лиэнн Раймс. Он был выпущен 27 сентября 2011 года на лейбле Curb Records в США. Альбом является вторым кавер-альбомом Раймс (первым был её альбом с собственным названием). Единственными новыми песнями в альбоме являются два бонус-трека, «Crazy Women» и «Give». Раймс выступила сопродюсером альбома вместе с кантри-певцом Винсом Гиллом и Дарреллом Брауном, с которым она сотрудничала при работе над альбомом 2007 года Family. Виниловая пластинка альбома была выпущена в тот же день.

## История
Lady & Gentlemen состоит из кавер-версий песен мужчин-кантри-исполнителей, включая Винса Гилла, который помогал продюсировать альбом, Мерла Хаггарда, Криса Кристофферсона и Уэйлона Дженнингса. В альбоме Раймс также «пересмотрела» свой дебютный сингл 1996 года «Blue», на котором она подняла темп. Альбом был выпущен 27 сентября 2011 года на лейбле Curb Records. В тот же день была выпущена виниловая пластинка альбома. Раймс выступила сопродюсером альбома вместе с кантри-певцом Винсом Гиллом и Дарреллом Брауном, с которым она сотрудничала в своём альбоме 2007 года Family.

## Отзывы
| Совокупная оценка    | Совокупная оценка |
| Источник             | Оценка            |
| -------------------- | ----------------- |
| Metacritic           | (75/100)          |
| Оценки критиков      |                   |
| Источник             | Оценка            |
| AllMusic             | [ 7 ]             |
| Entertainment Weekly | B                 |
| Los Angeles Times    | [ 1 ]             |
| The New York Times   | (favorable)       |
| Slant Magazine       | [ 10 ]            |

Альбом получил положительные отзывы от большинства музыкальных критиков. На сайте Metacritic, который присваивает нормализованную оценку из 100 баллов рецензиям основных критиков, альбом получил средний балл 75, основанный на нескольких рецензиях, что означает «в целом благоприятные отзывы». Редактор Allmusic Стивен Томас Эрлевайн поставил альбому 3,5 звезды из 5 и назвал его «коллекцией мужской классики кантри, переосмысленной женщиной-певицей». Микаэль Вуд из Entertainment Weekly заявил, что альбом «редко проливает новый свет на высококлассный материал». Джонатан Киф из Slant Magazine сравнил альбом с альбомом Тани Такер 2009 года My Turn и заявил, что в нём Раймс «рискует и делает лучшую музыку, чем многие её современники». Рэнди Льюис из Los Angeles Times утверждал, что Раймс «в последнее время подвергалась нападкам со стороны людей, заботящихся о своём имидже, из-за фотографий её похудевшего тела, сделанных папарацци, но её более худой, более серьёзный подход к партии классических кантри-песен для её последней коллекции — это в основном хорошая новость». Бен Рэтлифф из The New York Times заявил, что Раймс «наконец-то может ослабить свой стандартный вокальный стиль, наглый и звонкий, который, конечно, имеет свою собственную гендерную роль».

## Список композиций
| №   | Название                              | Автор(ы)                                   | Длительность |
| --- | ------------------------------------- | ------------------------------------------ | ------------ |
| 1.  | «Swingin'»                            | John Anderson, Lionel Delmore              | 3:02         |
| 2.  | «Wasted Days and Wasted Nights»       | Wayne Duncan, Freddy Fender, Huey P. Meaux | 4:06         |
| 3.  | «The Only Mama That'll Walk the Line» | Jimmy Bryant                               | 2:39         |
| 4.  | «I Can't Be Myself»                   | Мерл Хаггард                               | 3:12         |
| 5.  | «Sixteen Tons»                        | Мерл Трэвис                                | 2:42         |
| 6.  | «Help Me Make It Through the Night»   | Крис Кристофферсон                         | 3:01         |
| 7.  | «Rose Colored Glasses»                | John Conlee, George Baber                  | 3:06         |
| 8.  | «A Good Hearted Woman»                | Уэйлон Дженнингс, Вилли Нельсон            | 3:40         |
| 9.  | «When I Call Your Name»               | Винс Гилл, Tim DuBois                      | 3:41         |
| 10. | «He Stopped Loving Her Today»         | Bobby Braddock, Curly Putman               | 3:51         |
| 11. | «Blue» (с The Time Jumpers)           | Билл Мэк                                   | 2:34         |
| 12. | «The Bottle Let Me Down»              | Хаггард                                    | 3:49         |

| №                   | Название            | Автор(ы)                                       | Длительность |
| ------------------- | ------------------- | ---------------------------------------------- | ------------ |
| 13.                 | «Crazy Women»       | Брэнди Кларк, Jessie Jo Dillon, Шейн Маканалли | 3:25         |
| 14.                 | «Give»              | Connie Harrington, Sonya Isaacs, Jimmy Yeary   | 4:31         |
| Общая длительность: | Общая длительность: | Общая длительность:                            | 47:19        |

## Чарты
| Чарт (2011)                        | Высшая позиция |
| ---------------------------------- | -------------- |
| Австралия (ARIA)                   | 154            |
| Австралия Top Country Albums       | 16             |
| Великобритания (UK Albums Chart)   | 96             |
| Великобритания Top Country Albums  | 2              |
| США Billboard 200                  | 32             |
| США Top Country Albums (Billboard) | 7              |